# Ponzano di Fermo
Ponzano di Fermo – miejscowość i gmina we Włoszech, w regionie Marche, w prowincji Fermo.
Według danych na styczeń 2009 gminę zamieszkiwało 1705 osób przy gęstości zaludnienia 118,5 os./1 km².